# Ettore Rotelli
Ettore Rotelli (Alanno, 1º aprile 1937) è un politologo e politico italiano.

## Biografia
È di famiglia imolese: il padre Romano, dottore commercialista, rappresenta il Partito repubblicano nella deputazione provinciale di Bologna (1946-1951). A Imola scuole elementari, medie, liceo classico: delegato diocesano studenti Giac; presidente del Circolo Silvio Pellico (1954-1956).
A Milano, collegio Augustinianum, studente di giurisprudenza dell'Università Cattolica (1956-1960). Eletto nel Consiglio studentesco interfacoltà (poi Orsuc) e incaricato stampa, nella giunta, per "Dialoghi" (1957-1958); presidente l'anno dopo (1958-1959); primo presidente della "Association des étudiants des universités catholiques"; consigliere nazionale Unuri; relatore "Pour l'Algérie algérienne" a nome degli organismi rappresentativi studenteschi di Cattolica, Politecnico, Statale e delle tre confederazioni sindacali (Teatro dal verme, 18/12/1960). 
Laureatosi con tesi sul contenzioso amministrativo (110 e lode, 24/2/1961), è chiamato dal prof. Feliciano Benvenuti nell'Istituto per la scienza dell'amministrazione pubblica, ISAP (1/5/1961-28/2/1973). 
Dal 1966 nella redazione milanese di "Questitalia", contro la c.d. unità politica dei cattolici e a favore della aggregazione dei gruppi spontanei. Firmatario dell'appello sulla responsabilità del commissario Calabresi nella fine dell'anarchico Pinelli (1971).
Libero docente in storia delle istituzioni politiche (31/5/1967). Professore incaricato (1968-1976), straordinario (1976-1977) e ordinario (1/11/1978 - 31/10/2010) nella facoltà di scienze politiche dell'università di Bologna, nella quale è docente pure nella facoltà di lettere e filosofia (1974-1979) e nella Scuola di perfezionamento in scienze amministrative, SPISA (1979-1990). A Trento, facoltà di sociologia (Istituto superiore di scienze sociali) e professore incaricato di storia delle istituzioni sociali e politiche (4/7/1968), pro-direttore (1970-1972), presidente dell'Opera universitaria, nel consiglio di amministrazione; infine, previo concorso (d.m. 24/7/1975), prima cattedra italiana di storia dell'amministrazione pubblica (1975-1976). Docente stabile della Scuola superiore di pubblica amministrazione, SSPA, sede di Bologna (1976-1996). Direttore generale scientifico dell'ISAP (22/2/1980), quindi dei suoi periodici. Dell'Istituto, fra l'altro, "Legge generale di autonomia dei comuni e delle province" (1988). Premio Umberto Biancamano, XXIV ed. (Bologna, Archiginnasio, 4/6/1988).
In sede storiografica, oltre le monografie e i saggi (v. Opere 1967-1991), permane l'interesse per lo Stato moderno (secoli XVII-XVIII) e le Regioni italiane, specie nelle ricerche per il Consiglio regionale della Toscana. Sulla riforma delle autonomie interventi puntuali.
Editorialista di "Il Giorno" (1977-1987). Coordinatore scientifico di "Impresa & Stato" (Camera di Commercio di Milano, 1988-2008). Componente e coordinatore (1985-1990) del Comitato organizzazione e informatica di Regione Lombardia.
Coordinatore dell'ufficio studi di Cisl regionale Lombardia (1975-1990), partecipa a "Riformismo e solidarietà" (Pierre Carniti, Roma), di cui poi anche vice-presidente, e al comitato di redazione di "Il Bianco e il Rosso" (1990-1994), dove sostiene riforme istituzionali, ribadite anche come presidente di "Repubblica2000" ("Repubblica2000 news", Milano, novembre 1993).
Senatore della XIII legislatura (1996-2001), per elezione diretta (13 Desio, Polo delle libertà, 57.744 voti), all'opposizione nel gruppo di Forza Italia, fa prevalere nella commissione parlamentare per le riforme costituzionali (legge cost. n. 1/1997), le stesse istanze, trasferite in proprio disegno di legge di revisione della Parte II della Costituzione (Senato, n. 2030, 24/1/1997): forma di governo cosiddetta semipresidenziale (4/6/1997) e art. 114 capovolto, per cui ora "La Repubblica è costituita dai Comuni, dalle Province, dalle Regioni e dallo Stato" (con le relative implicazioni), formula esattamente codificata, con ultronea aggiunta delle Città metropolitane, nell'unica Costituzione (Titolo V) approvata da referendum popolare (legge cost. n. 3/2001). Nella commissione "affari costituzionali" del Senato, alla quale appartiene, ha ottenuto, in sede legislativa, fra l'altro, il riconoscimento del diritto d'autore del design industriale (legge 23/12/1996, art. 1, c. 58).
Rinviando una ricostruzione delle revisioni costituzionali della XIII legislatura, torna alla storiografa dello Stato moderno come amministrazione, delle forme di governo nelle costituzioni democratiche, delle autonomie territoriali (v. Opere 2003-2014).
Infine le scadenze accademiche: "convegno in onore" del dipartimento (Bologna, Palazzo Hercolani, 9/12/2008); presidenza della Associazione italiana di storia delle istituzioni politiche (Roma, Archivio di Stato, 6/7/2009); "scritti in onore" (Pavia, luglio 2014); cerimonia di nomina quale professore emerito (Bologna, Aula magna, S. Lucia, 28/10/2014); presentazione degli scritti in onore (Università di Pavia, Dipartimento di scienze politiche e sociali, 12/2/2015).

## Opere
- L'avvento della Regione in Italia, Milano, Giuffrè, 1967 ([BNI] 683870).
- La Presidenza del Consiglio dei ministri, Milano, Giuffrè, 1972 ([BNI] 73237).
- L'alternativa delle autonomie. Istituzioni locali e tendenze politiche dell'Italia moderna, Milano, Feltrinelli, 1978 ([BNI] 781387).
- Costituzione e amministrazione dell'Italia unita, Bologna, Il Mulino, 1981 (codice identificativo IT\ICCU\RAV\0082147).
- Le Regioni, le Province, i Comuni, , t. III, 'Commentario della Costituzione', Bologna-Roma, Zanichelli, 1990, ISBN 88-08-07002-6.
- Il martello e l'incudine. Comuni e Province fra cittadini e apparati, Bologna, Il Mulino, 1991, ISBN 88-15-03181-2.
- Una democrazia per gli italiani. Geometrie politiche e costituzionali di fine secolo, Milano, Anabasi, 1993, ISBN 88-417-5008-1
- L'eclissi del federalismo. Da Cattaneo al Partito d'azione, Bologna, Il Mulino, 2003, ISBN 978-88-15-09013-3.
- Forme di governo delle democrazie nascenti (1688-1799), Bologna, Il Mulino, 2005, ISBN 978-88-15-10595-0.
- Amministrazione e Costituzione. Storiografie dello Stato, Bologna, CLUEB, 2008, ISBN 978-88-491-2674-7.
- Le Costituzioni di democrazia. Testi 1689-1850, Bologna, Il Mulino, 2008, ISBN 978-88-15-12480-7.
- Feliciano Benvenuti, Venezia, Marsilio, 2011, ISBN 978-88-317-1088-6.
- L'insulto del silenzio. Stato moderno come amministrazione, Soveria Mannelli, Rubbettino, 2013, ISBN 978-88-498-3734-6.
- Romagnosi 1814. «Instituzioni di diritto amministrativo», Bologna, Il Mulino, 2014, ISBN 978-88-15-25454-2.